# کامیل چاوتمپس
کامیل چاوتمپس (فرانسوی: Camille Chautemps‎؛ زاده ۱ فوریه ۱۸۸۵ – درگذشته ۱ ژوئیهٔ ۱۹۶۳) یک سیاست‌مدار اهل فرانسه بود.